# Saussurea

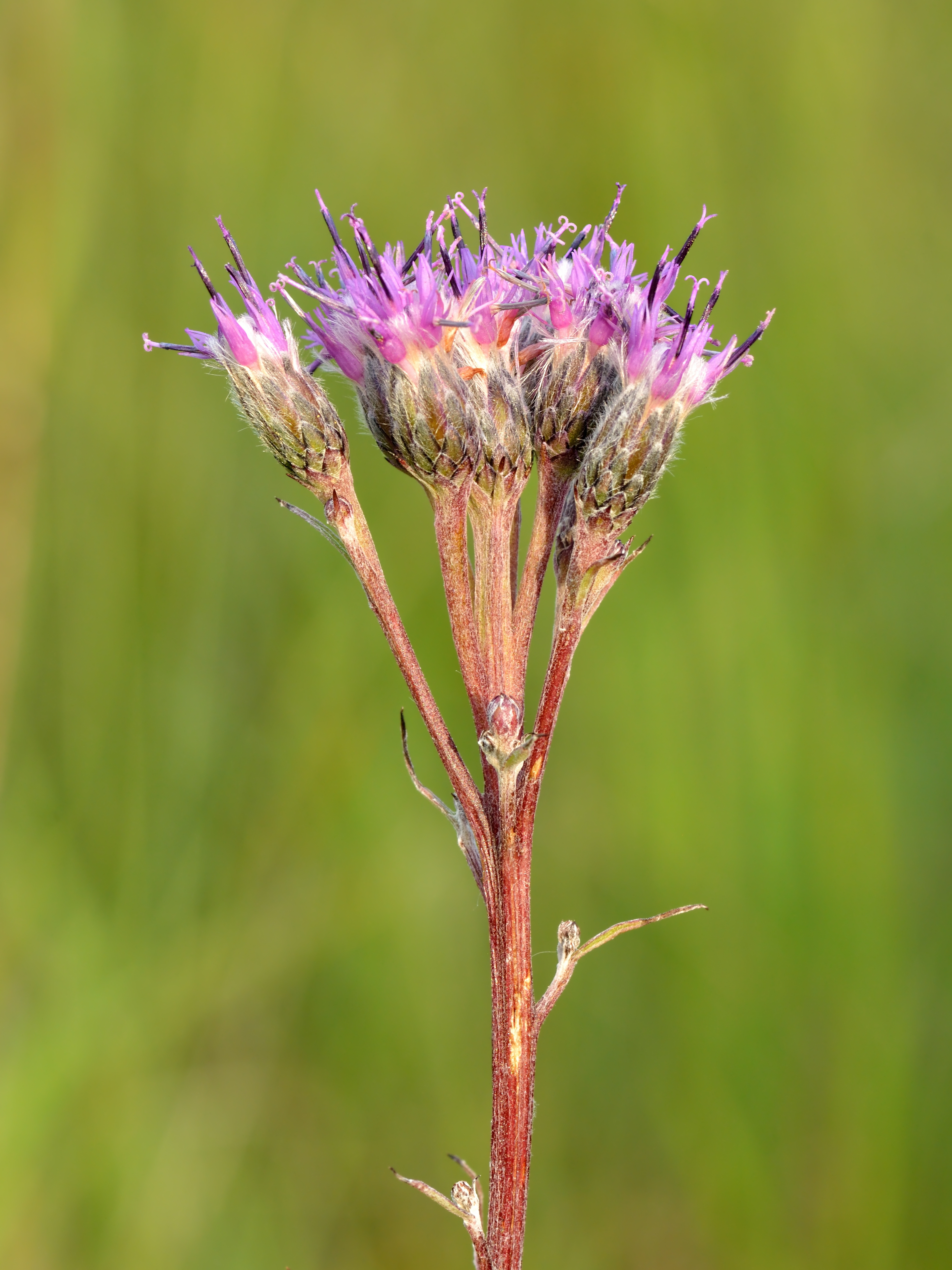
Saussurea alpina ssp. esthonica

Saussurea es un género, con unas 400 especies aceptadas de las más de 1000 descritas,  de plantas fanerógamas perteneciente a la familia Asteraceae, nativo de regiones con temperatura fría y árticas de  Asia, Europa, y Norteamérica, con la mayor diversidad en los hábitat alpinos del  Himalaya y Asia central. Se le conoce como "loto de las nieves" en Asia.

## Descripción
Es una planta herbácea perenne que alcanza una altura desde 5-10 cm en las especies alpinas a los 3 metros de altura de los semejantes a cardos. Las hojas se producen en una densa roseta basal, de donde sube en espiral el tallo florido. Las flores forman una densa cabeza de pequeñas inflorescencias, a menudo completado con una densa pelusa blanca o púrpura. Los floretes individuales son también blancos o púrpuras.
De Candolle nombró el género en honor de Nicolas-Théodore de Saussure (1767-1845).
Las flores y planta de Saussurea involucrata son usados en la medicina tradicional china para el tratamiento de reumatismo y artritis, enfriamientos, dismenorrea, antiinflamatorio, cardiotónico, anticanceroso y muchas más aplicaciones.
Comprende 868 especies descritas y de estas, solo 403 aceptadas.

## Taxonomía
El género fue descrito por Augustin Pyrame de Candolle y publicado en Annales du Muséum National d'Histoire Naturelle 16: 156, 198–203, pl. 10–13. 1810.

## Especies
- Lista de especies de Saussurea